# Saszet Ágnes
Saszet Ágnes (írói álneve: Sebestyén Ágnes; Kolozsvár, 1959. március 16. – Kolozsvár, 2020. október 27.) erdélyi magyar műfordító, Saszet Géza és Székely Erzsébet lánya.

## Életútja, munkássága
Szülővárosában a 11-es sz. középiskola elvégzése után a BBTE Filológiai Karán angol–spanyol szakos nyelvtanári képesítést szerzett. Még középiskolás korában súlyos közlekedési balesetet szenvedett, emiatt az egyetem elvégzése után mindössze egy évet tanított Balánbányán, 1983-ban.
Műfordítóként már az egyetemi ifjúság folyóiratában, az Echinoxban jelentkezett, amelynek szerkesztője is volt. Itt 1979-ben G. Santayana Az értelem születése c. írását magyar, 1982-ben Szilágyi Domokos Öregek könyve versciklusának részleteit román fordításban adta közre. 1991-től számos írása, műfordítása jelent meg a Családi Tükör, Helikon, Korunk, Szabadság és a budapesti Beszélő hasábjain.
1992–94 között a kolozsvári magyar egyetemisták Láthatatlan Kollégiumának tutora.

## Kötetei
Önállóan megjelent fordításkötetei bevezető tanulmányával és jegyzeteivel: 
- Lytton Strachey: Miniatűr arcképek és más esszék (Bukarest, Kriterion Könyvkiadó, 1986. Téka),
- Samuel Butler: Erewhon (Meslohes) (Sebestyén Ágnes néven, Kolozsvár, 2006. Téka).